# Cinnamomum sellowianum
Cinnamomum sellowianum là loài thực vật có hoa trong họ Nguyệt quế. Loài này được (Nees & Mart.) Kosterm. miêu tả khoa học đầu tiên năm 1961.